# Isla San Simón
Isla San Simón es una isla fluvial de Bolivia ubicada entre los ríos San Simón e Iténez, en el departamento del Beni, tiene una superficie de 412,30 kilómetros cuadrados, siendo una de las más grandes del río y de Bolivia, tiene unas dimensiones de 32 kilómetros de norte a sur y 23 kilómetros de ancho de este a oeste.